# Parbattia
Parbattia là một chi bướm đêm thuộc họ Crambidae.